# KOI-4878.01

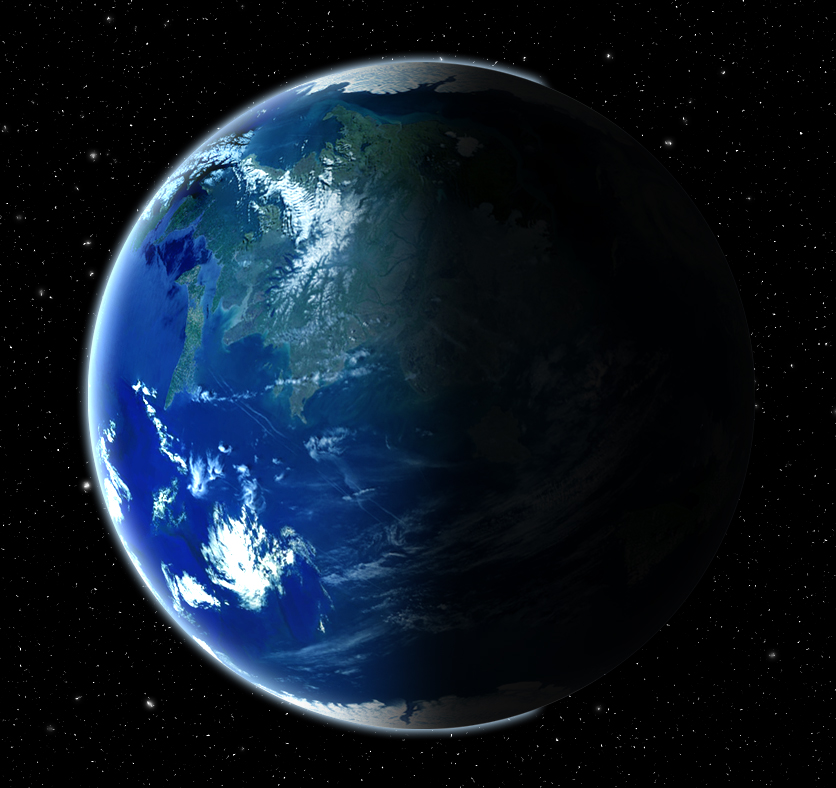
Wyobrażenie artystyczne planety w kosmosie

KOI-4878.01 – niepotwierdzona egzoplaneta o wielkości zbliżonej do Ziemi. Okrąża ona żółtego karła typu widmowego G KOI-4878 oddalonego od Ziemi ok. 1075 lat świetlnych. Ponieważ gwiazda ta jest odrobinę większa i jaśniejsza od Słońca, planeta znajduje się na nieco dalszej orbicie niż Ziemia, a jej okres obiegu wynosi w przybliżeniu 449 dni ziemskich. Jeśli istnieje, uważa się, że jest najbardziej podobną do Ziemi znaną egzoplanetą ze współczynnikiem podobieństwa do Ziemi wynoszącym 0,98 i promieniem ok. 1,04 wartości naszej planety. Jej istnienie wciąż nie jest potwierdzone, ale Kosmiczny Teleskop Keplera zanotował już 4 możliwe tranzyty tej planety.

## Gwiazda
Planeta KOI-4878.01 okrąża gwiazdę KOI-4878 w jej ekosferze. Gwiazda ta jest mniej masywna od Słońca, ale ma większy promień (około 5% Słońca) i jest gorętsza (ok. 6031K). Znajduje się ona w odległości 1075.2 lat świetlnych od Ziemi.

## Warunki i klimat
Metaliczność KOI-4878 jest bardzo wysoka, co może oznaczać znaczną obecność ciężkich pierwiastków w systemie. Przy określonej gęstości planety skalistej musi mieć skład podobny do składu jej odpowiedników w Układzie Słonecznym. Kolejnym punktem przemawiającym za podobieństwem do Ziemi KOI-4878.01 jest okres orbitalny, który likwiduje możliwość zaistnienia zjawiska obrotu synchronicznego, jak może to być w układzie gwiazdy mało masywnej, np. czerwonego karła.
Masa planety KOI-4878.01 jest nieznacznie mniejsza od ziemskiej i wynosi 0.99 wartości naszej planety, jednak przez niższą gęstość, miała by ona promień 1,04 Ziemi. Średnia temperatura planety wynosiłaby ok. -16,5°C, a gdyby istniała na niej atmosfera podobna do ziemskiej, 17.85 °C.
Pierwiastki wodoru i tlenu są bardzo częste we Wszechświecie, więc jest bardzo wysoka szansa, że mogą one być obecne na większości planet, przynajmniej w początkowej fazie ich powstawania. Fakt ten, wraz ze średnią temperaturą, masą i rozmiarem KOI-4878.01, sprawia, że obecność wody na jego powierzchni jest bardzo prawdopodobna. Możliwe, że jego niższa gęstość w stosunku do Ziemi jest spowodowana nadmiarem wody w skorupie i że jest planetą oceaniczną, lub chociaż ma mniej lądów od Ziemi.